# رون لويس (لاعب كرة قدم أمريكية أمريكي)
رون لويس (بالإنجليزية: Ron Lewis)‏ هو لاعب كرة قدم أمريكية أمريكي، ولد في 17 نوفمبر 1972 في لوس أنجلوس في الولايات المتحدة.

## وصلات خارجية
- رون لويس على موقع مرجع كرة القدم المحترفة.كوم (الإنجليزية)